# Довжик (Чернігівський район)
До́вжик — село в Україні, у  Новобілоуській сільській громаді Чернігівського району Чернігівської області. Населення становить 704 осіб. До 2020 орган місцевого самоврядування — Довжицька сільська рада.

## Історія
За даними на 1859 рік у козацькому й власницькому селі Чернігівського повіту Чернігівської губернії мешкала 961 особа (466 чоловічої статі та 495 — жіночої), налічувалось 155 дворових господарств, існувала православна церква.
1875 року замість церковно-приходської було відкрито однокласну земську школу
.
Станом на 1885 у колишньому державному й власницькому селі, центрі Довжицької волості мешкало 1284 особи, налічувалось 234 дворових господарства, існували православна церква, постоялий будинок, 2 вітряних млинів, крупорушка, маслобійний завод.
За переписом 1897 року кількість мешканців зросла до 1580 осіб (788 чоловічої статі та 792 — жіночої), з яких всі — православної віри.
З 1923 року - центр Довжицького району Чернігівської округи, куди увійшли населені пункти колишніх Довжицької та Антонівської волостей. 374 господарства, 1955 мешканців. 
5 лютого 1965 року Указом Президії Верховної Ради Української РСР передано Довжицьку, Пльохівську, Рудківську, Хмільницьку та Шибиринівську сільські ради Ріпкинського району — до складу Чернігівського району.
12 червня 2020 року, відповідно до розпорядження Кабінету Міністрів України № 730-р «Про визначення адміністративних центрів та затвердження територій територіальних громад Чернігівської області», увійшло до складу Новобілоуської сільської громади.
19 липня 2020 року, в результаті адміністративно - територіальної реформи та ліквідації колишнього Чернігівського району, село увійшло до складу новоутвореного Чернігівського району Чернігівської області.
Жителі села Євген та Дмитро Куліченки розстріляні російськими окупантами у 2022.

## Галерея

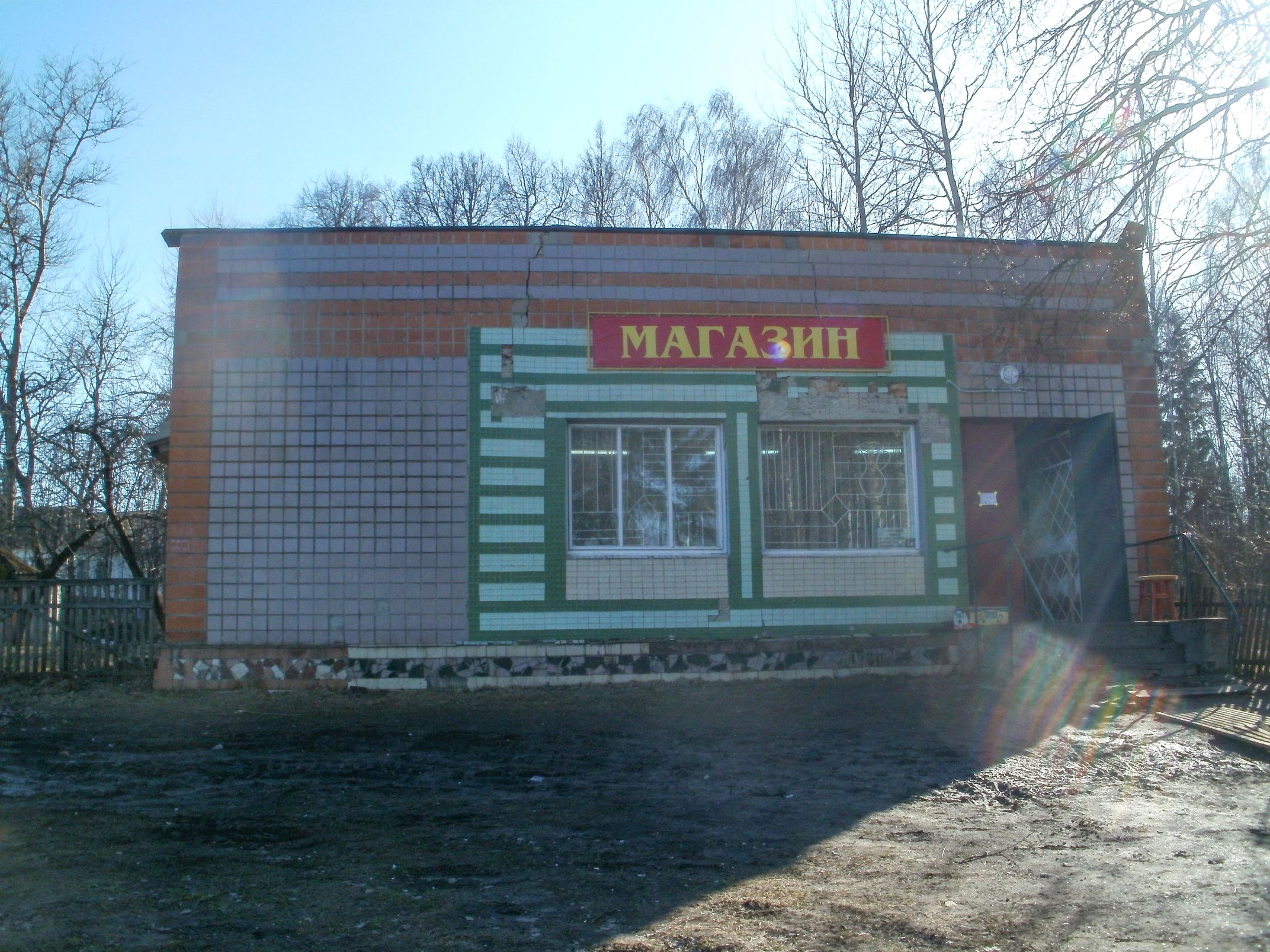
магазин
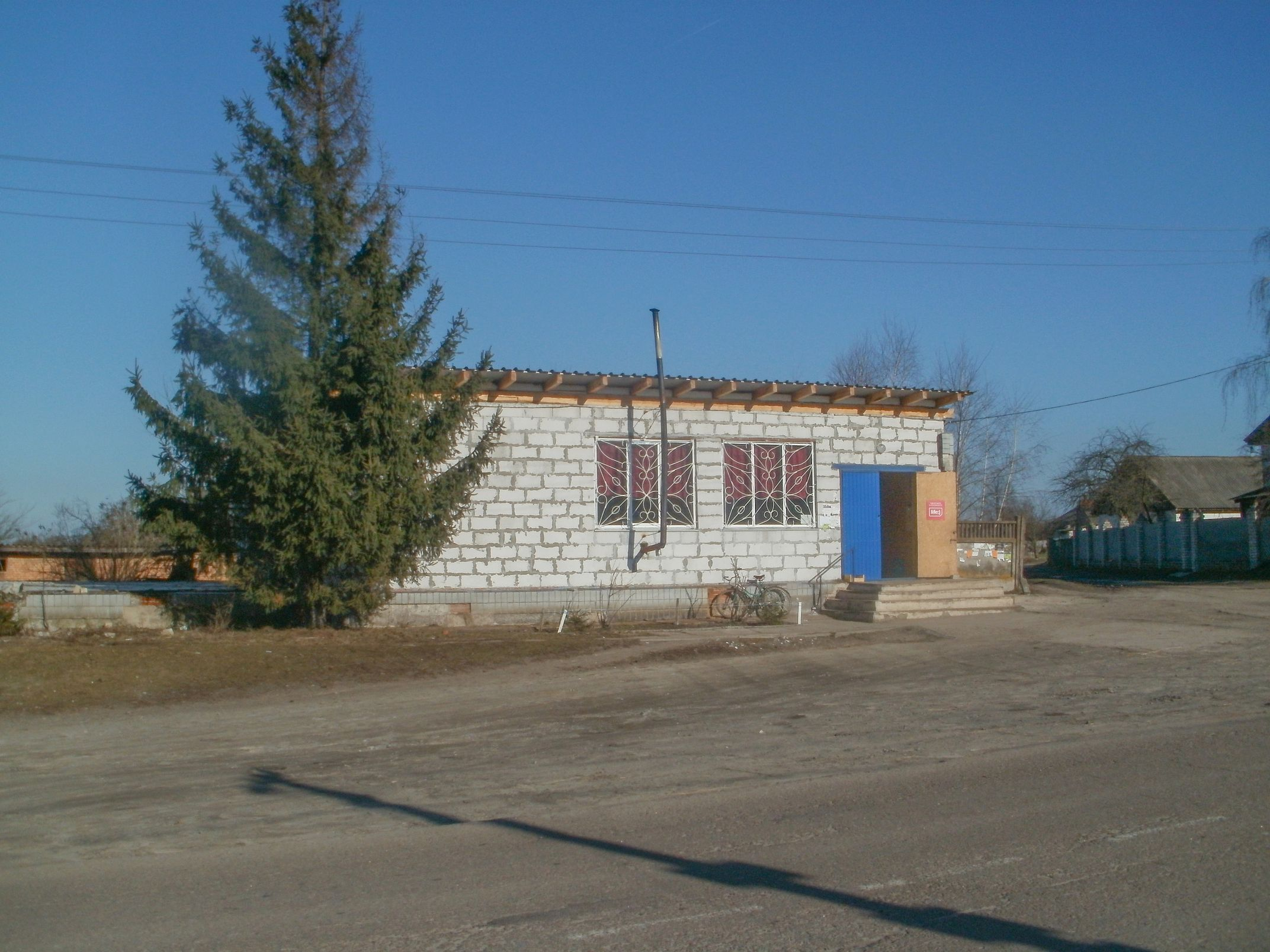
магазин
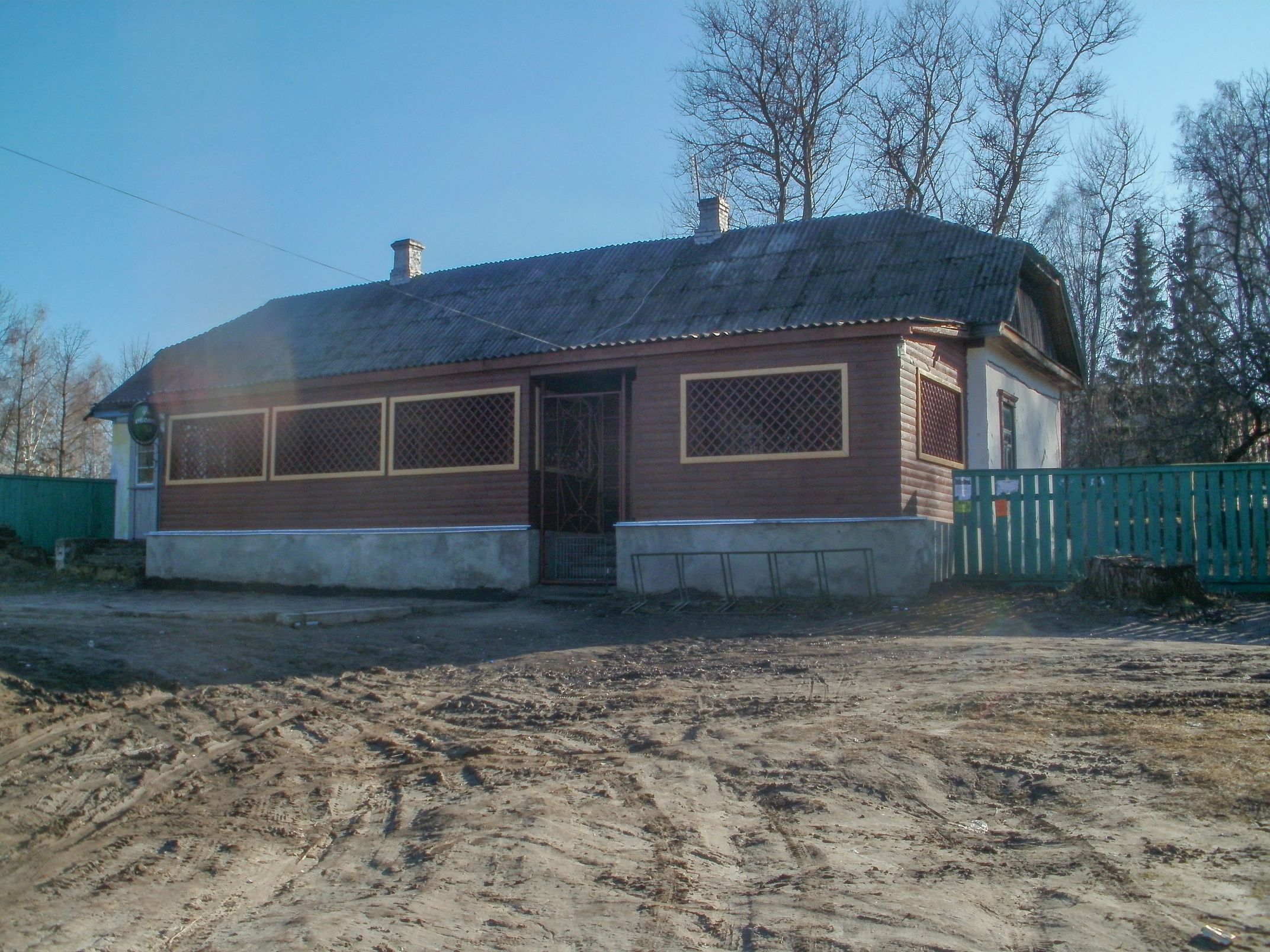
магазин-кафе
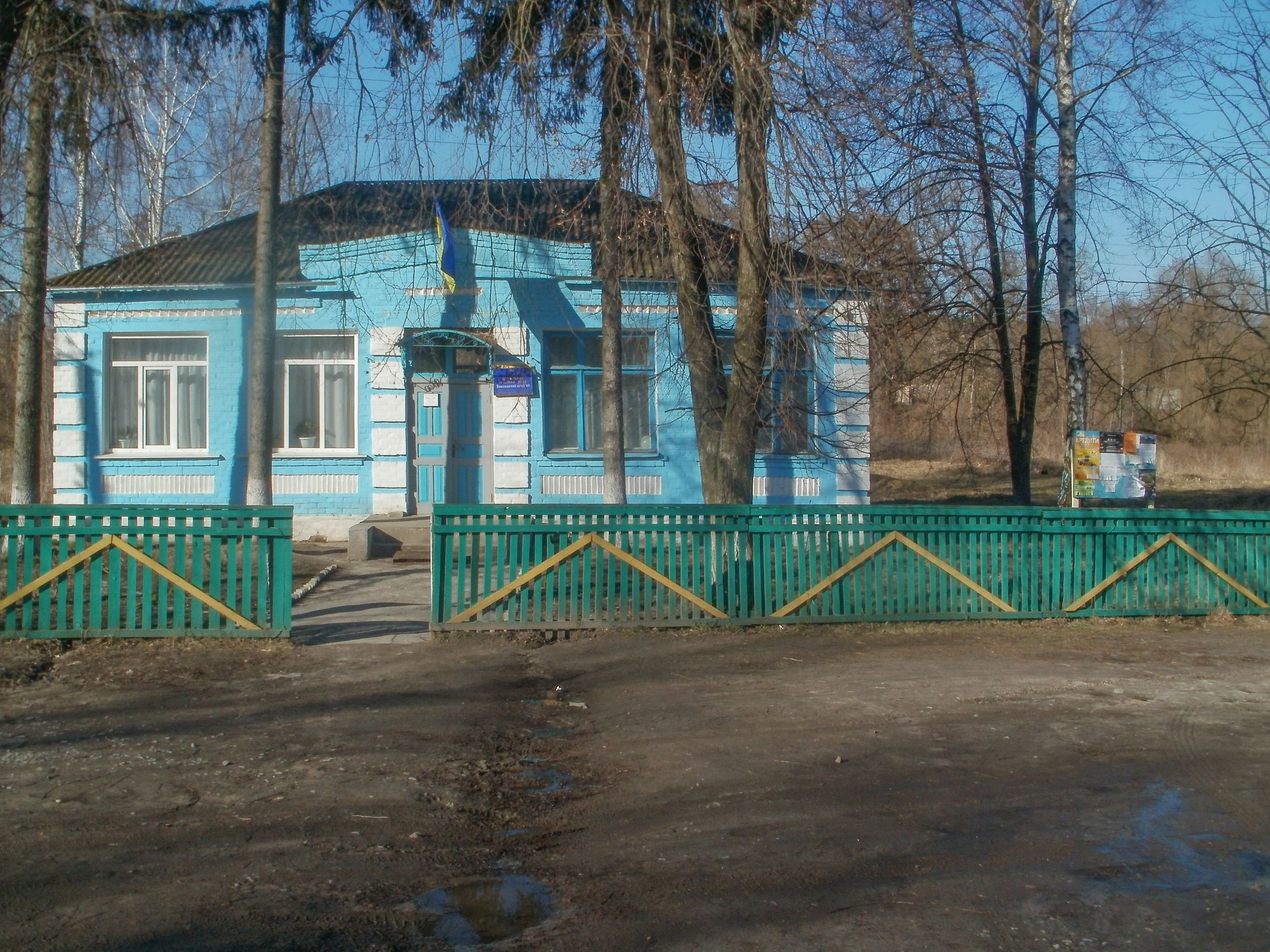
сільрада
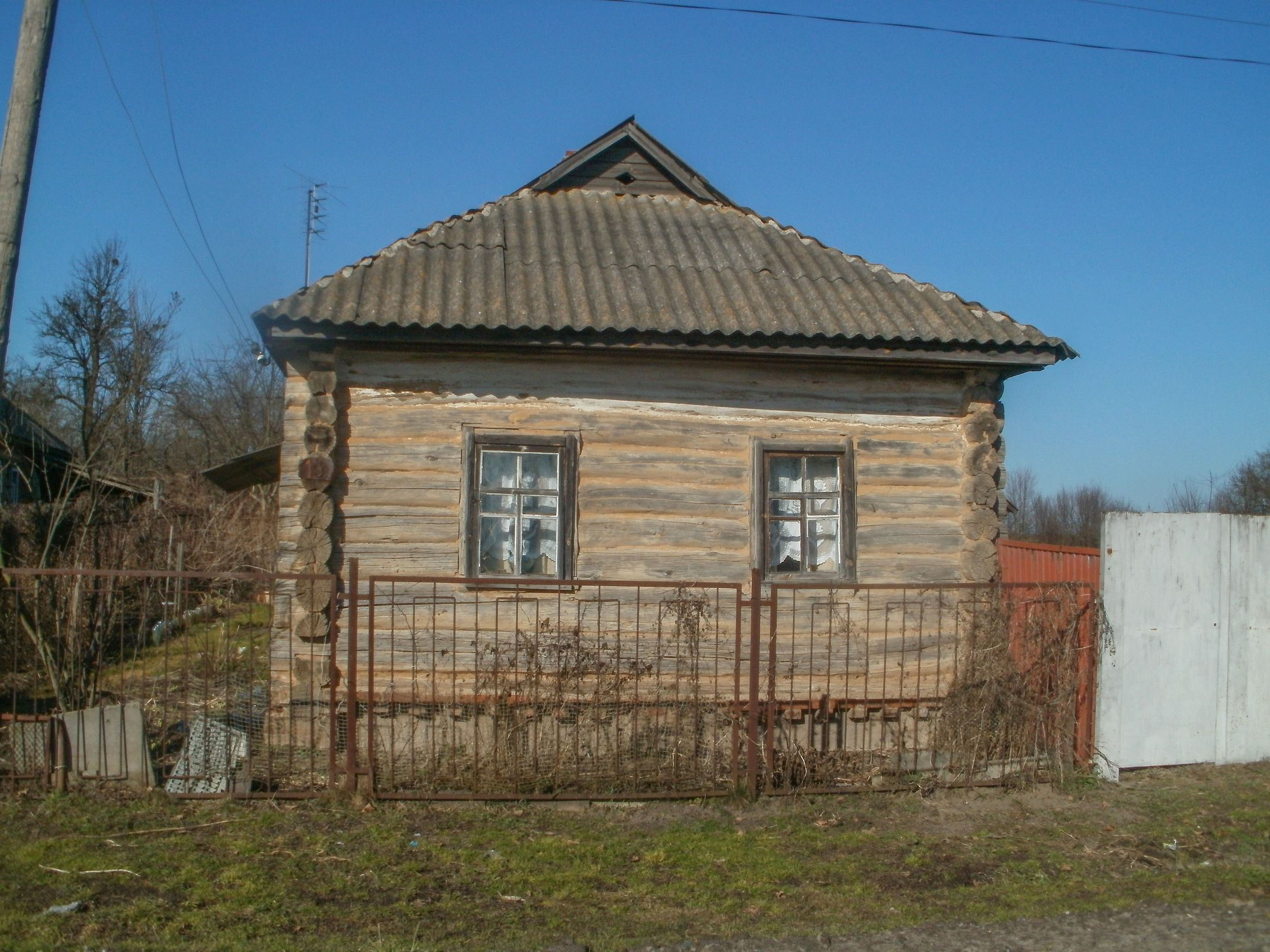
типова дерев'яна хата
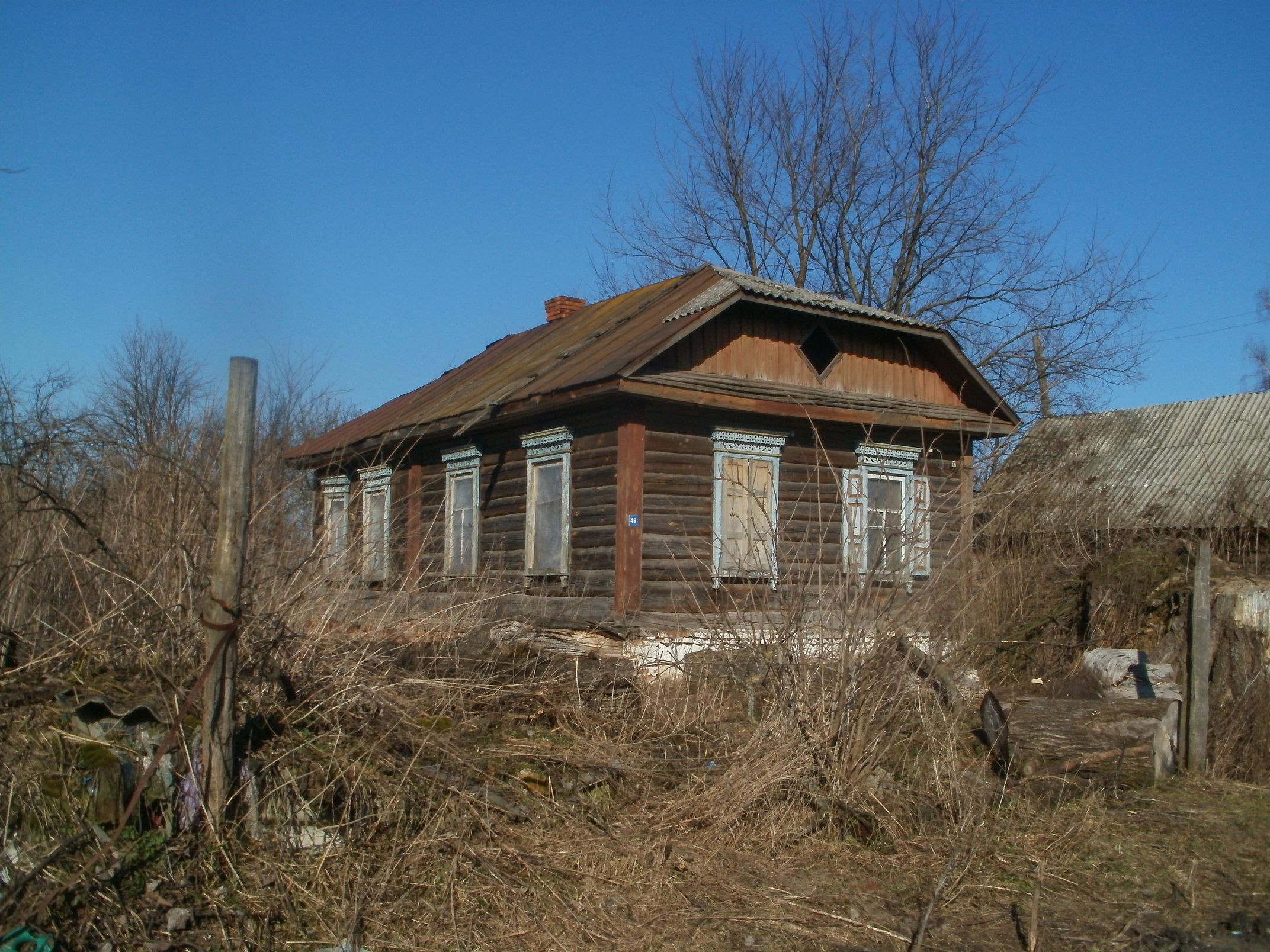
покинута дерев'яна хата
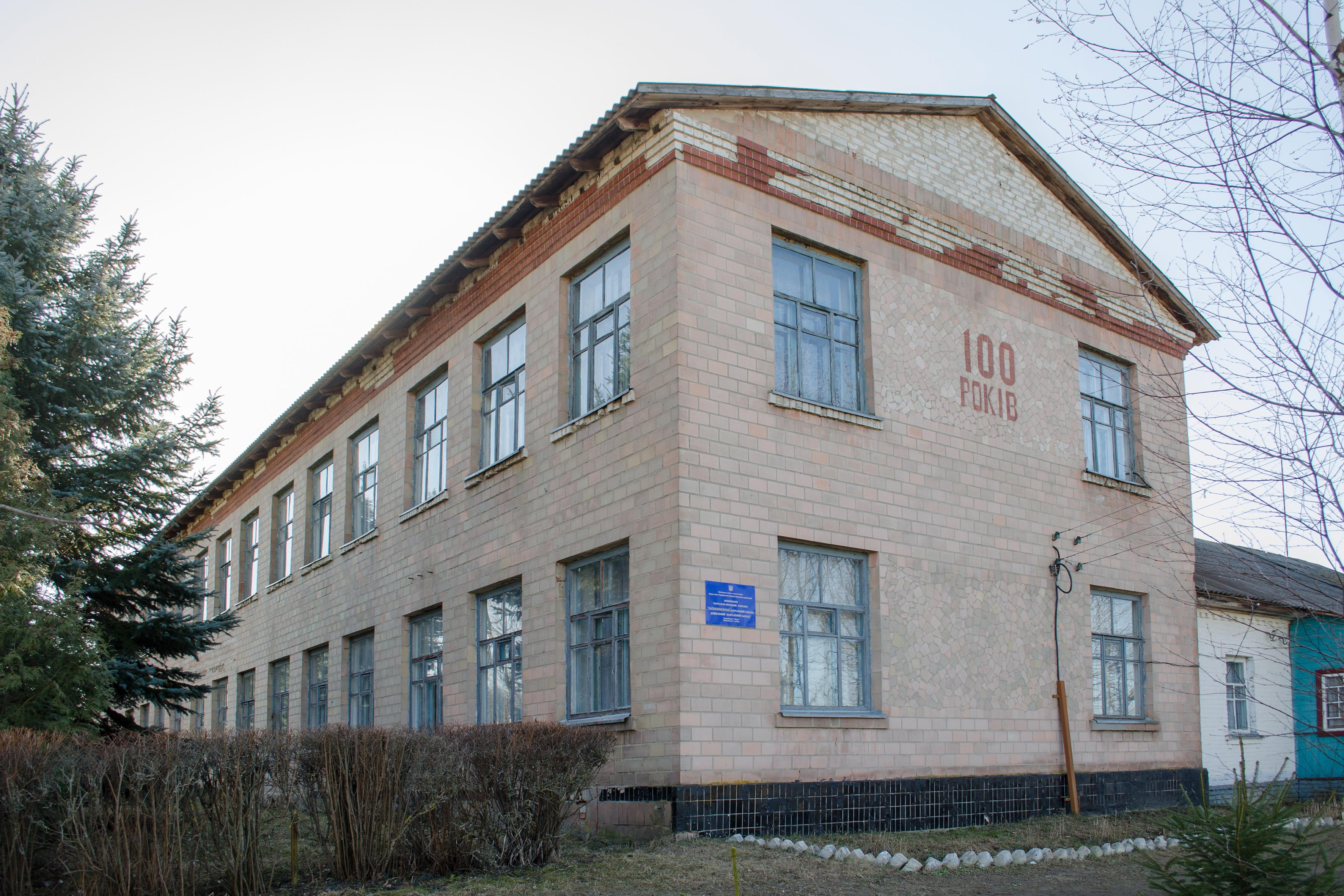
Довжицький навчально-виховний комплекс
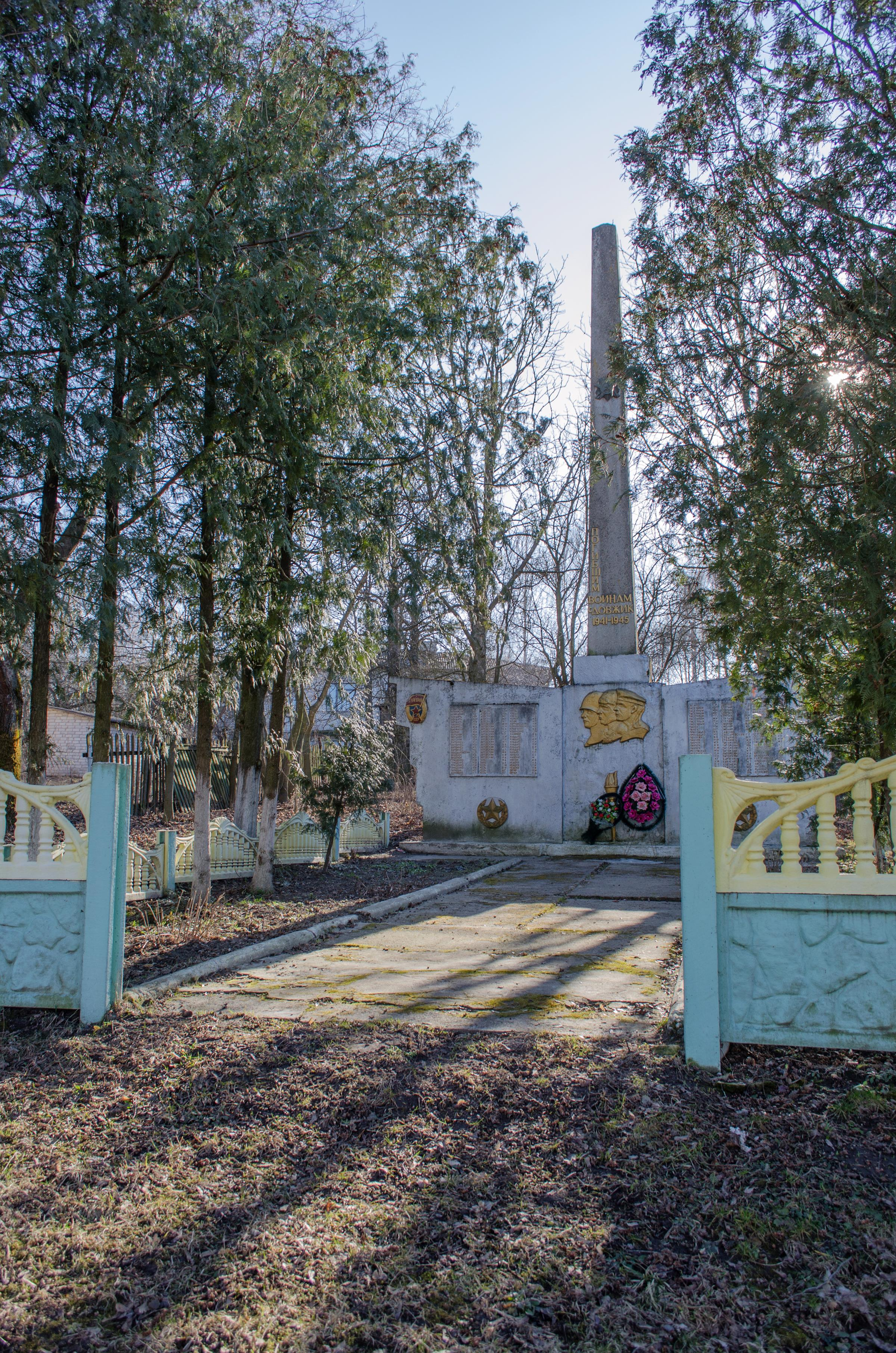
Пам’ятний знак
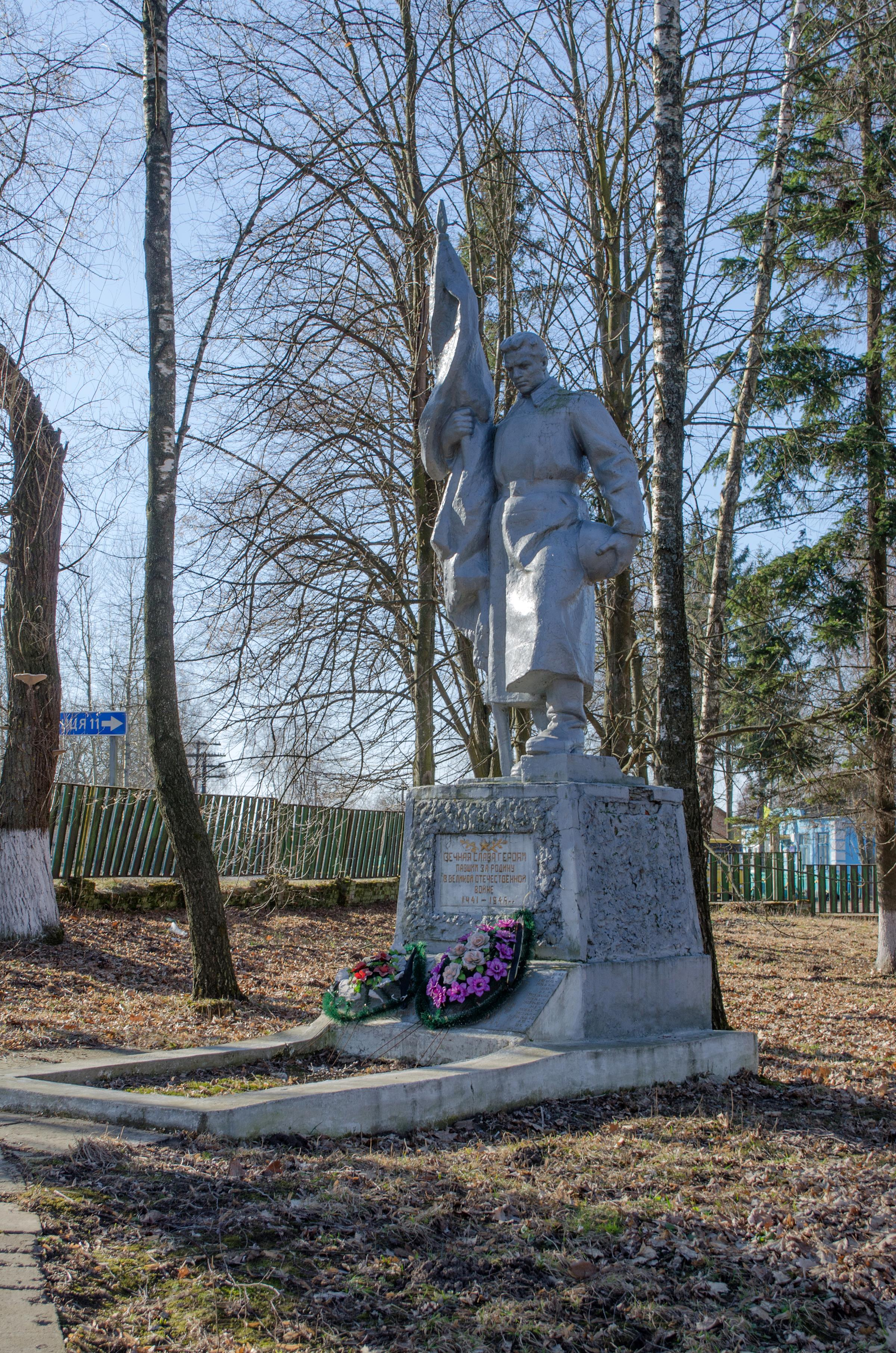
Братська могила
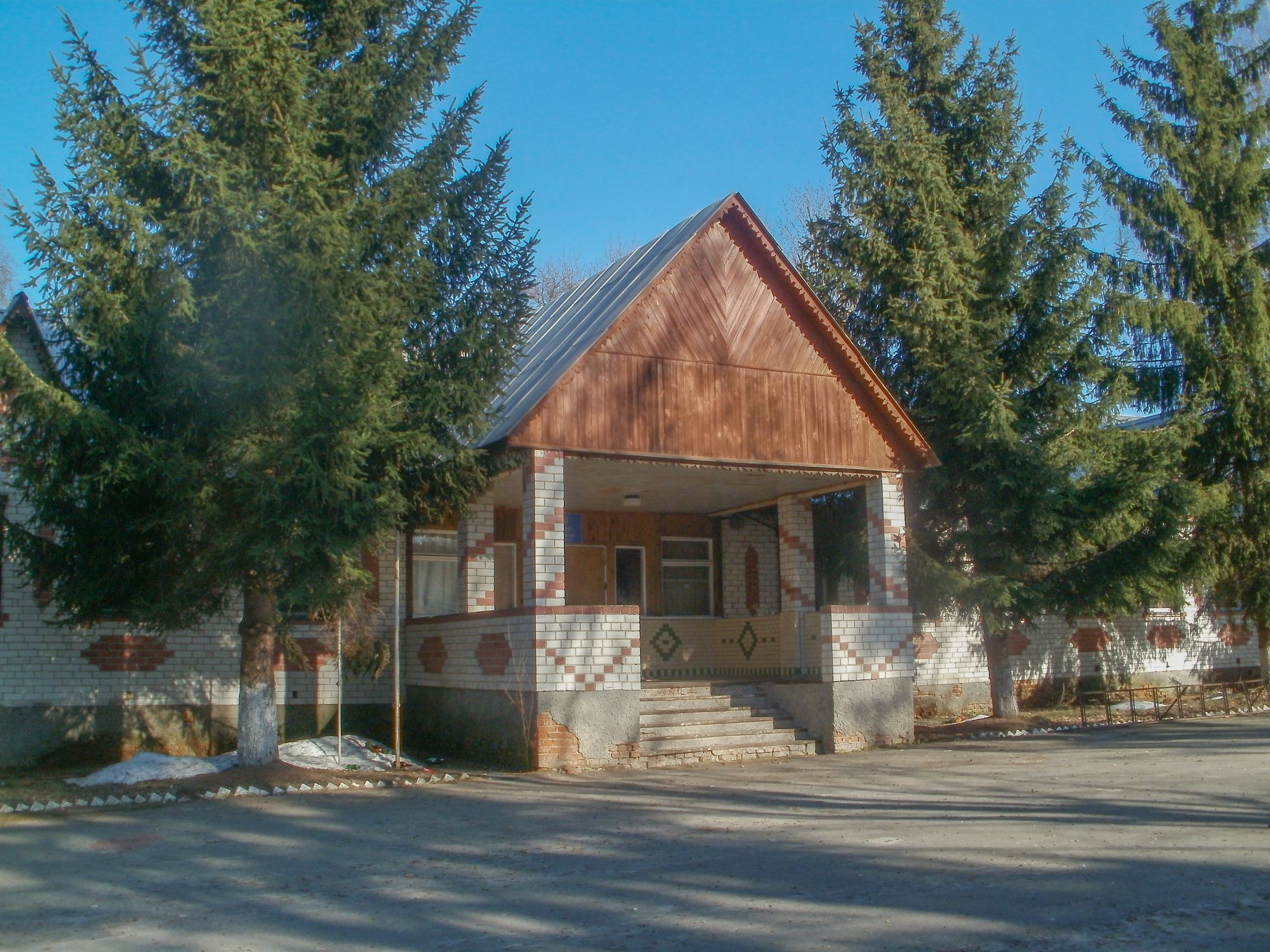
СТОВ "Україна"
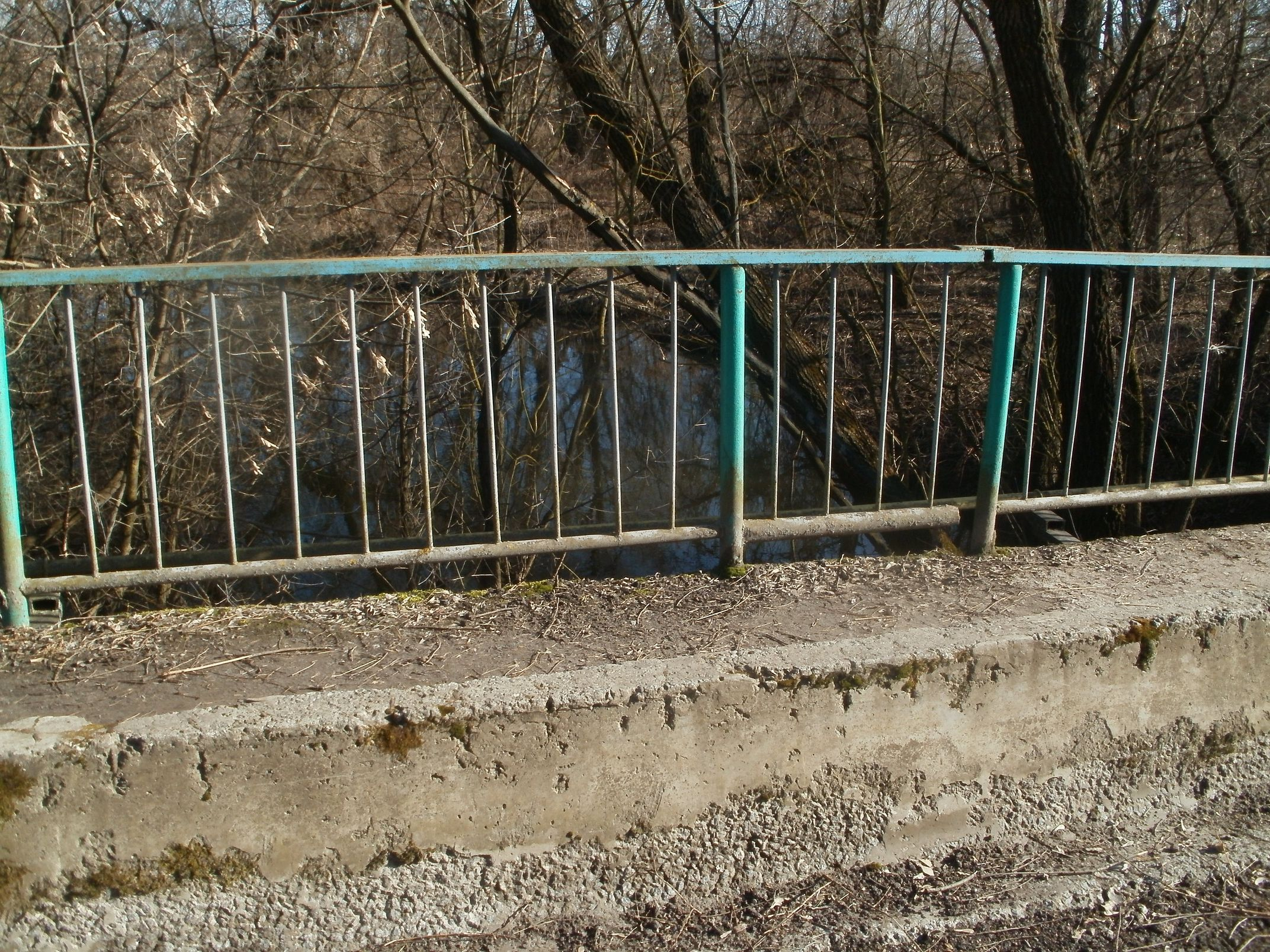
міст через річку Свишень
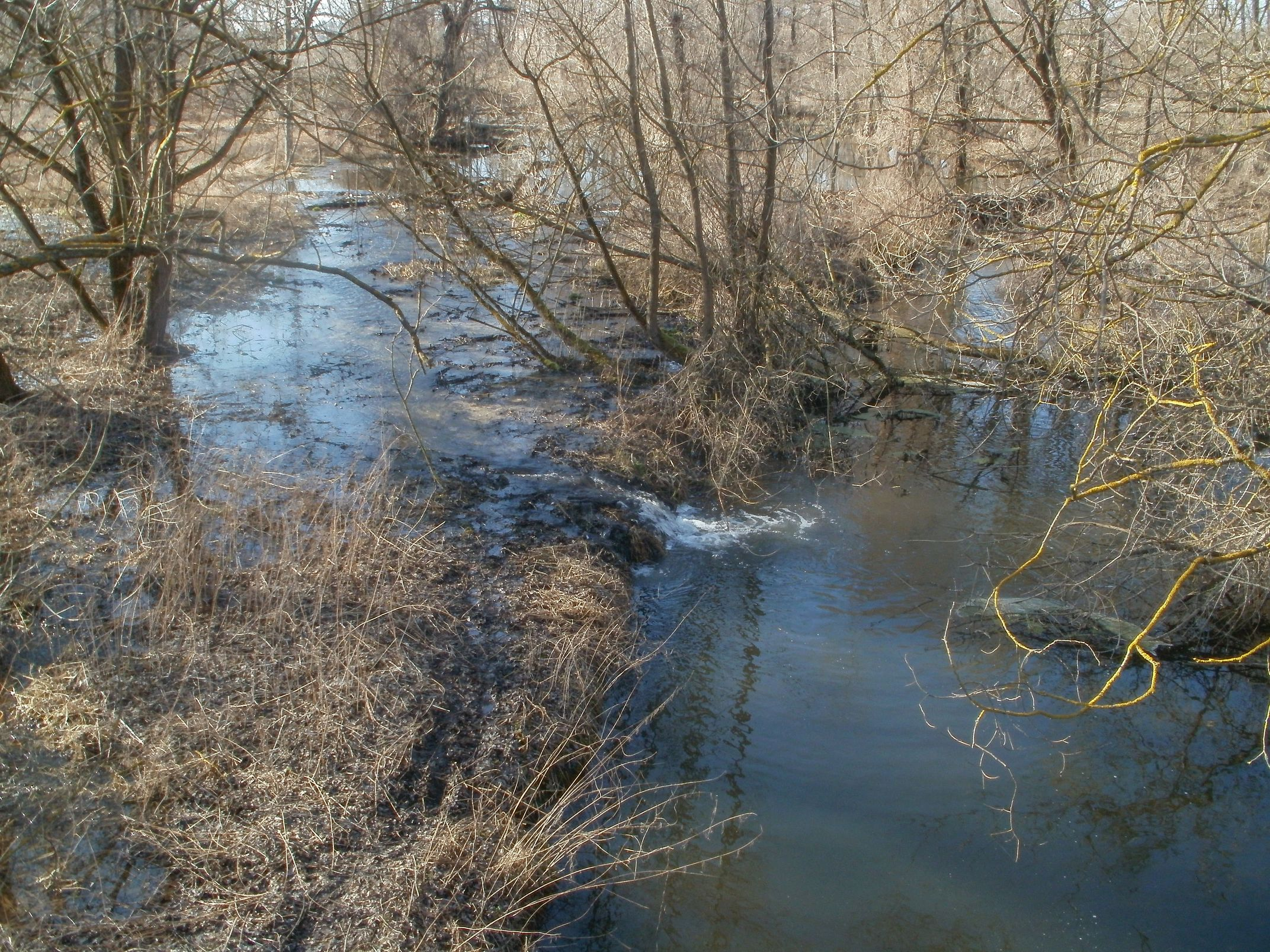
річка Свишень